# Lightiella magdalenina
Lightiella magdalenina är en kräftdjursart som beskrevs av Carcupino, Floris, Addis, Castelli och Curini-Gallet. Lightiella magdalenina ingår i släktet Lightiella och familjen Hutchinsoniellidae. Inga underarter finns listade i Catalogue of Life.